# 오트노르망디
오트노르망디(프랑스어: Haute-Normandie)는 프랑스 북부에 위치한 레지옹으로 중심 도시는 루앙이며 면적은 12,317km2, 인구는 1,915,000명(2007년 기준)이다.
북쪽과 서쪽으로는 영국 해협, 동쪽으로는 피카르디(현재의 오드프랑스), 남동쪽으로는 일드프랑스, 남쪽으로는 상트르발드루아르, 남서쪽으로는 바스노르망디와 접한다. 2개 주(센마리팀주, 외르주)를 관할한다. 1956년 노르망디를 바스노르망디와 오트노르망디로 나누면서 신설되었다. 2016년 1월 1일을 기해 시행된 레지옹 개편에 따라 바스노르망디와 오트노르망디가 노르망디로 합병되었다.
레지옹의 중심 도시인 루앙에는 프랑스에서 가장 높은 성당을 포함한 역사적으로 중요한 많은 교회와 건물들이 들어서 있다. 오트노르망디의 도시들 중에서 가장 큰 도시는 르아브르이다. 오트노르망디의 주요 산업은 농업이며 관광 산업도 발달해 있다.

## 주요 도시
오트노르망디의 주요 도시로는 다음과 같은 곳이 있다.
- 디에프
- 페캉
- 루앙
- 르아브르